# Zuzana Piussi
Zuzana Piussi (ur. 21 października 1971 w Bratysławie) – słowacka reżyserka i dokumentarzystka. W swoich filmach porusza tematy krajowe i społeczne, m.in.: stan społeczeństwa, kwestie świadomości narodowej oraz kondycję sądownictwa na Słowacji.
Ukończyła studia na Wydziale Filmowo-Telewizyjnym Wyższej Szkoły Sztuk Scenicznych w Bratysławie. W latach 1992–2000 współpracowała z teatrem Stoka.
Za film Nemoc třetí moci, przedstawiający kondycję słowackiego sądownictwa, groziła jej kara do dwóch lat więzienia oraz grzywna. W lipcu 2012 r. jedną z sędzi, która rzekomo została sfilmowana bez wiedzy, zainicjowała postępowanie karne. Reżyserka twierdzi jednak, że sędzia była świadoma kręconego filmu. W styczniu 2013 r. słowacka policja umorzyła postępowanie w tej sprawie.